# Верахим
„Верахим“ е завод в Гюргево, Румъния, открит през есента на 1981 г.
Започва да замърсява въздуха в района на Русе с хлор, тетрахлорметан, перхлоретилен, епихлорхидрин и други опасни за човешкото здраве и живот компоненти. Пределно допустимите за организма концентрации на хлор и хлорни продукти са превишавани до 10 – 12 пъти, а на минерални киселини до 24 пъти. Всичко това води до увеличаване на болните в града 18 пъти повече отпреди това. Смъртността при русенските деца е 2 пъти по-висока от средната за България, нараства броят на родените с недъзи.
По повод обгазяванията от есента на 1987 г., започват демонстрации на русенски майки, които през месец февруари следващата година добиват характер на масов общоградски протест. В София, с участието на видни интелектуалци, е учреден Комитетът за екологична защита на Русе, който става първата неформална организация в страната, стояща извън контрола на властите. По-късно негов наследник е сдружението „Екогласност“, а след 10 ноември 1989 г. се разширява и с други организации е създаден опозиционният Съюз на демократичните сили, за чийто пръв председател е избран бъдещият президент Желю Желев. Така русенската екологична драма активизира и организира интелигенцията в борбата за демократични обществени промени.
Площадка № 1, където се е произвеждал чист хлор, е спряна от експлоатация още в началото на 1988 г., като продължават да работят инсталациите за епихлорхидрин и за вулкацити на площадка № 2. Обгазяванията на Русе продължават до 1991 г., когато заводът окончателно е спрян от експлоатация.